# Morris CVF
Der Morris CVF war ein Lkw, der von Morris Commercial von 1938 bis 1948 als Nachfolger des Morris C-Typ hergestellt wurde. Der Typ war Ausgangspunkt für die Entwicklung einer Reihe militärischer und ziviler Lkw. Nachfolger war ab 1948 der Morris FV.

## Modellgeschichte
Die Morris Motors CDompany fertigte bis in die 1920er Jahre als Nutzfahrzeuge ausschließlich von Pkw-Modellen abgeleitete Lieferwagen. 1923 erwarb Morris eine Fertigungsstätte von EG Wrigley Ltd, einem Zulieferer von Morris. Die Nutzfahrzeugfertigung des Unternehmens wurde im gleichen Jahr unter Morris Commercial zusammengefasst. Erstes Modell war der im Mai 1924 erschienene Morris T-Typ mit einer Nutzlast von einer Tonne. Das Fahrzeug wurde mit einem Vierzylinderottomotor mit Seitenventilen ausgerüstet. Der Motor basierte auf Komponenten der von Morris gefertigten Pkw und gab eine Leistung von 13,9 bhp (10,4 kW) ab. 1927 folgte der Dreiachser Morris D-Typ mit einer Nutzlast von zwei Tonnen, der auch als militärische Version erhältlich war. 1930 erwarb Morris Commercial von der Wolseley Motor Company das alte Werk Adderley Park in Birmingham. Dieser Kauf bot die Möglichkeit zur Erweiterung der Lkw-Produktion. Morris Commercial orientierte sich in Richtung schwerer Fahrzeuge. Es wurde ein Fahrzeugprogramm mit Lkw bis zu zwölf Tonnen Nutzlast entwickelt, jedoch gelangten nicht alle Modelle bis zur Serienreife. 1933 erschien der Leader genannte Morris P-Typ mit einer Nutzlast von 2,5 Tonnen, gefolgt vom Morris C-Typ mit fünf Tonnen Nutzlast. Nachfolger des C-Typ wurde der 1937 vorgestellte Morris CVF, dessen Serienproduktion im Folgejahr begann.

## Technik
Angetrieben wurde der CVF von einem Sechszylinder-Seitenventil-Motor, der bei einem Hubraum von 3,4 Litern eine Leistung von 60 bhp (45 kW) abgab. Nach Überarbeitung konnte die Leistung ab 1940 auf 70 bhp (52 kW) und ab 1945 auf 85 bhp (63 kW) gesteigert werden. Das Fahrzeug war mit einem Dreigang-Schaltgetriebe ausgerüstet, auf Wunsch – und gegen Aufpreis – konnte es jedoch auch mit einem zweistufigen Automatikgetriebe geliefert werden.
Der Morris CVF wurde Pritschenwagen, als Kastenwagen und als Fahrgestell für Sonderaufbauten geliefert. Auf den Fahrgestellen wurden diverse Aufbauten realisiert, so gab es etwa Omnibusse, Krankenwagen und auch Feuerwehrfahrzeuge. Die Nutzlast lag bei fünf Tonnen. Der Typ war ebenfalls als Sattelzugmaschine erhältlich.
Die Baureihe wurde auch exportiert und war häufig in den Ländern des Commonwealth of Nations anzutreffen.
Auf Basis des CVF entstand der CDSW AA, eine Artilleriezugmaschine, die bis 1945 gebaut wurde und im Zweiten Weltkrieg und im Koreakrieg zum Einsatz kam. Chassis und Antrieb des CVF wurden auch beim Morris C8, ebenfalls eine Artilleriezugmaschine, verwendet. Der Morris-Commercial PV Van wurde ebenfalls aus dem CVF abgeleitet. Während des Zweiten Weltkrieges wurde die Produktion des CVF zeitweilig gedrosselt oder ganz eingestellt. 1948 löste der Morris FV die Baureihe schließlich ab.